# Polynema elongatum
Polynema elongatum är en stekelart som beskrevs av Soyka 1956. Polynema elongatum ingår i släktet Polynema och familjen dvärgsteklar. Inga underarter finns listade i Catalogue of Life.